# Warrior (Alabama)
Warrior ist eine City, die teilweise im Blount County und teilweise im Jefferson County im Bundesstaat Alabama in den Vereinigten Staaten liegt. Das U.S. Census Bureau hat bei der Volkszählung 2020 eine Einwohnerzahl von 3.224 ermittelt.

## Geographie
Warrior liegt im Norden Alabamas im Südosten der Vereinigten Staaten.
Nahegelegene Orte sind unter anderem Kimberly (unmittelbar südlich), Trafford (1 km östlich), Smoke Rise (1 km nördlich), Morris (2 km südöstlich) und Hayden (6 km östlich). Die nächste größere Stadt ist mit 212.000 Einwohnern das etwa 16 Kilometer südlich entfernt gelegene Birmingham.

## Geschichte
Das heutige Stadtgebiet wurde um 1814 erstmals von weißen Siedlern besiedelt, blieb die ersten Jahrzehnte jedoch dünn besiedelt. Erst als 1872 eine Kohlengrube eröffnet wurde, nahm die Population zu. Kurz darauf errichtete die Louisville and Nashville Railroad eine Bahnstrecke durch das Gebiet, um die Kohle zu den umliegenden Märkten transportieren zu können. Dementsprechend wurde der Ort zunächst als Warrior Station (nach dem Black Warrior River) bekannt und wuchs schnell. Die erste öffentliche Schule wurde 1884 errichtet, die erste weiterführende Schule 1893. 1889 oder 1899 erhielt die Stadt ihren heutigen Namen.
Während der Great Depression in den 1930er Jahren nahm die Bedeutung der Stadt wieder ab und die Bewohner fokussierten sich fortan auf die Landwirtschaft.

## Verkehr
Die Stadt wird vom Interstate 65 und der Alabama State Route 31 durchlaufen. Über Birmingham besteht Anschluss unter anderem an den Interstate 20, den Interstate 22, den Interstate 59 sowie den Interstate 459.
Etwa 23 Kilometer südöstlich befindet sich der Birmingham-Shuttlesworth International Airport.

## Demographie
Die Volkszählung 2010 ergab eine Einwohnerzahl von 3176, verteilt auf 1336 Haushalte und 886 Familien. Die Bevölkerungsdichte lag bei 155 Menschen pro Quadratkilometer. 83,1 % der Bevölkerung waren Weiße, 14,2 % Farbige oder Afro-Amerikaner, 0,2 % Indianer und 0,4 % Asiaten. 0,2 % entstammten einer anderen Ethnizität, 1,8 % hatten zwei oder mehr Ethnizitäten, 0,8 % waren Hispanics oder Lateinamerikaner jedweder Ethnizität. Auf 100 Frauen kamen 91,7 Männer. Das Durchschnittsalter lag bei 40,3 Jahren, das Pro-Kopf-Einkommen betrug 25.263 US-Dollar, womit 12,5 % der Bevölkerung unterhalb der Armutsgrenze lebten.
Bis zur Volkszählung 2020 stieg die Einwohnerzahl auf 3224.